# Girl Gone Wild
"Girl Gone Wild" é uma canção da artista musical estadunidense Madonna, contida em seu décimo segundo álbum de estúdio MDNA (2012). Foi composta e produzida pela própria juntamente com Benny Benassi e seu sobrinho Alle Benassi — conhecidos coletivamente como os Benassi Bros. —, com escrita adicional por Jenson Vaughan. Este último trabalhou nas letras da faixa após ouvir algumas produções elaboradas pelos Benassi Bros., e enviou-as para Madonna, que transformou a demo no produto final. O seu lançamento como o segundo single do disco ocorreu digitalmente em 2 de março de 2012 através das gravadoras Boy Toy, Live Nation e Interscope, após ter sido anunciada pela cantora dias antes de sua apresentação no show do intervalo do Super Bowl XLVI. Foi posteriormente enviada para rádios mainstream estadunidenses e italianas, e ainda comercializada nos formatos de CD single e vinil.
Musicalmente, "Girl Gone Wild" é uma canção festeira de andamento médio do gênero electropop que possui influências estilísticas do four-on-the-floor. Iniciada por uma oração, trata de uma "garota ajuizada enlouquecida", e contém elementos da música eletrônica, além de uma referência à faixa "Girls Just Want to Have Fun" de Cyndi Lauper em seu refrão. Após ser anunciada como "Girls Gone Wild", surgiu uma controvérsia por parte de Joe Francis, criador da franquia Girls Gone Wild; ele alegou que Madonna havia violado as leis federais e ameaçou processá-la caso ela cantasse a música no show do intervalo do Super Bowl. Os representantes da cantora declaram que ela não estava ciente de Francis ou do processo, e que várias músicas com o mesmo nome já haviam sido lançadas. Francis disse que o título foi mudado por causa do aviso da ação judicial, mas o empresário da artista disse que tal ocorreu devido a pronúncia correta da intérprete.
"Girl Gone Wild" recebeu análises mistas de críticos musicais, que elogiaram sua composição como um retorno às raízes de dance music da cantora, mas criticaram suas letras e sua referência à canção de Lauper, notando também que esta foi uma escolha ruim para iniciar o álbum. Comercialmente, obteve um desempenho moderado, atingindo as dez primeiras posições na África do Sul, Coreia do Sul, Espanha, Hungria, Israel, Itália e Rússia, enquanto que em outros não conseguiu listar-se nas quarenta melhores. Nos Estados Unidos, embora tenha conquistado apenas a sexta posição na Bubbling Under Hot 100 Singles, tornou-se a 42º composição de Madonna a culminar na Hot Dance Club Songs, estendendo seu recorde de artista com mais números um na tabela, e obteve a posição 38 na Pop Songs — fazendo de MDNA seu primeiro disco desde Music (2000) a ter mais de uma faixa entrado no gráfico.
O vídeo musical correspondente foi dirigido pela dupla de fotógrafos Mert Allan and Marcus Piggot, e foi lançado em 20 de março de 2012 no E! News, sendo disponibilizado no YouTube logo em seguida. Filmado em preto-e-branco, retrata Madonna e vários modelos em diferentes estilos — com muitas das cenas apresentando-os nus —, além de sequências de dança com o grupo ucraniano Kazaky. Foi bem recebido criticamente, com resenhistas prezando sua edição e seus visuais e notaram inspirações de vídeos antigos da estadunidense, como "Vogue", "Justify My Love", "Erotica" e "Human Nature". Contudo, pouco após a sua divulgação, o projeto foi rotulado pelo YouTube como inapropriado para menores de 18 anos devido às cenas "obscenas" e de orgia, o que impediu-o de ser temporariamente postado na Vevo de Madonna. "Girl Gone Wild" foi posteriormente incluída como o número de abertura da The MDNA Tour (2012), em um cenário de catedral gótica mostrando iconografia religiosa, com a cantora e seus dançarinos executando coreografias em saltos-altos.

## Antecedentes

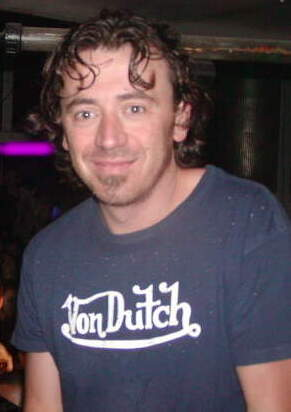
O DJ italiano Benny Benassi foi responsável pelo trabalho de produção da canção.

Em dezembro de 2010, Madonna postou uma mensagem em sua página no Facebook, exclamando que ela estava à procura de "pessoas mais loucas, mais doentes e mais duronas" como colaboradores para fazer novas músicas dance. Em 4 de julho de 2011, seu empresário Guy Oseary anunciou que a cantora havia entrado no estúdio para gravar seu então décimo segundo álbum de estúdio. Entre os colaboradores inscritos no projeto estava o produtor italiano Benny Benassi, que estava trabalhando no lançamento de seu quarto álbum de estúdio, Electroman. Sua gravadora Ultra Records achava que os sons "agressivos" do produtor "funcionariam bem com uma das principais artistas americanas". Moxey pediu algumas faixas adicionais dele e de seu parceiro e primo de longa data, Alle (Alessandro) Benassi.
Algumas demos produzidas por eles foram enviadas ao compositor Jenson Vaughan, que gostou da letra e do som "baixo-driven". Vaughan adicionou a linha superior em uma demo e a devolveu a Moxey, que a compartilhou com o co-empresário europeu de Benassi, Paul Sears, que por sua vez compartilhou a demo com Oseary. Ao ouvir, Madonna ficou impressionada com as demos e solicitou que o Benassi Bros. viesse a Londres para uma sessão de gravação. Moxey comentou que a cantora "amou [o produtor]. Benny é uma pessoa de qualidade; acho que isso fez tudo fluir muito mais fácil". Duas faixas dessas sessões, "Girl Gone Wild" e "I'm Addicted", foram incluídas na lista final de faixas do álbum, denominado MDNA. Madonna falou sobre sua experiência de colaborar com o Benassi Bros.:

Benny era uma pessoa complicada, porque ele não fala inglês muito bem. Acabei usando o primo Alle como tradutor. Foi um pouco frustrante no começo, mas finalmente encontramos uma maneira de nos comunicar. Você descobre um caminho. Com a música, trata-se muito da vibração e da energia e você sabe quando as coisas estão funcionando e quando não estão. Quando você está trabalhando com alguém pela primeira vez, existe um tipo de timidez que todo mundo tem, então com Benny foi mais desafiador por causa disso, mas descobrimos e, no final, senti que o conhecia muito bem.

Um dia após a apresentação de Madonna no intervalo do Super Bowl XLVI, a cantora confirmou a Ryan Seacrest que "Girl Gone Wild" seria lançado como o segundo single do proejto. Um vídeo da letra da música foi lançado em 27 de fevereiro de 2012, enquanto esteve disponível para download digital a partir de 2 de março de 2012 na iTunes Store. A capa do single foi lançada em 29 de fevereiro de 2012. Fotografada pelos fotógrafos de moda Mert e Marcus, que também criaram as capas para o MDNA, a obra da capa de "Girl Gone Wild" mostrava Madonna usando lingerie da varejista inglesa Agent Provocateur. Ela escolheu o sutiã acolchoado "Raphaella" da marca, feito de renda com cordão francês e tule plissado. Kyle Anderson, da Entertainment Weekly, elogiou a obra de arte dizendo que a cantora "ainda usa roupas íntimas em público melhor do que a maioria das mulheres com metade da idade dela". O escritor da Billboard, Gregory DelliCarpini Jr., sentiu que Madonna retratava se divertindo em "roupas íntimas ousadas" na capa, apesar de ser mãe. "Esta é a versão do século XXI do seu famoso sutiã de cone? Não, mas isso fez você olhar para ela", concluiu.

## Gravação e composição
"Girl Gone Wild" foi gravado nos estúdios MSR, em Nova Iorque, e nos estúdios Sarm West e Notting Hill, Londres. Foi escrito por Madonna, Vaughan e Benassi Bros, e foi produzido por Benassis e Madonna. Demacio "Demo" Castellon gravou e mixou a faixa. Philippe Weiss e Graham Archer ajudaram Castellon na gravação, enquanto Angie Teo ajudou na mixagem. Stephen "The Koz" Kozmeniuk fez a edição adicional da música e organizou o vocoder. Benny Benassi lembrou que Madonna chegaria ao estúdio por volta das 15h às 16h e trabalharia até 23h30 da noite. Juntos, eles fixaram a produção da música, incluindo as camadas e o empilhamento da faixa. Eles acrescentaram mais vocais à composição e, durante o refrão, decidiram quantas vozes deveriam ser duplicadas. Segundo Alle Benassi, Madonna "tinha uma ideia clara. Ela sabia muito bem o que queria: onde colocar alguma coisa, como, por quê. É surreal, mas impressionante".
"Girl Gone Wild" é como uma faixa de festa com ritmo intermediário, atraindo influência de four-on-the-floor e tem um som semelhante às faixas do décimo álbum de estúdio da cantora, Confessions on a Dance Floor (2005). Kerri Mason, da Billboard, descreveu-a como uma faixa dance com mais influência electro nela do que em house. Jason Lipshutz, da mesma publicação, o relegou no gênero de electropop, acrescentando que ele tem um "ritmo de condução" e um "gancho propulsivo" que lembram o single de 2005 de Madonna, "Hung Up". A música começa com uma oração e Madonna pronunciando "Oh meu Deus, sinto muito", que foi uma versão falada da última faixa, "Act of Contrition", do seu quarto álbum de estúdio, Like a Prayer (1989). Durante o oitavo segundo, Madonna fala que "boas garotas" não devem se comportar mal. O colaborador da NME, Ailbhe Malone, observou que a composição apresentava elementos dos singles anteriores da cantora, "Music" (2000) e "Jump" (2006). Enquanto ela canta "me perdoe", a batida cai completamente com a música se desintegrando. Os vocais da cantora são processados para parecerem finos e esticados.
De acordo com as partituras da música publicada online pela Sony/ATV Music Publishing, "Girl Gone Wild" é definida no tempo comum, com um ritmo moderado de 127 batidas por minuto. É composta na clave de Dó menor com os vocais de Madonna que variam de Solm a Rém. A música segue uma sequência de G♯m–C♯m–E durante o versículo de oração de abertura e Am-Em-G-F para o resto, conforme sua progressão de acordes. Mike Senior, da revista Sound on Sound, descobriu que, junto com os sons predominantes de sintetizadores, havia "muito" rastreamento duplopresente na música que tornava os vocais pouco claros. Ele achava que isso não era um problema no som estéreo, mas com sons mono, os vocais combinados pareciam ter uma trilha dupla enquanto o nível vocal diminuía. A mixagem de "Girl Gone Wild" foi feita principalmente para alto-falantes estéreo e por volta da marca de 1: 45–2: 00, os níveis vocais flutuam com a música de fundo diminuindo. Senior também observou que Madonna colocou o estresse das palavras nas batidas da música; portanto, parte da enunciação se perde com os sons da bateria, especialmente no gancho do título.
Liricamente, a música aborda uma "boa garota enlouquecida" cantando sobre seu "desejo ardente [e reprimido]" de se divertir. Ele contém referências a "Girls Just Want to Have Fun" (1983) de Cyndi Lauper, com letras como "Garotas, elas só querem se divertir" e "A sala está girando / Deve ser o Tanqueray / Estou prestes a me perder / Minhas inibições desapareceram". Nos versículos intermediários, Madonna pronuncia "me perdoe", que é um termo católico usado como referência sexual. A letra, uma vez colocada no contexto da carreira de Madonna "atinge um novo significado", de acordo com Josh Haigh da revista Attitude. Explicando isso, ele disse que o significado por trás das letras era como Madonna, sendo uma menina católica, decidiu que não seria amarrada pelas regras de ninguém e, consequentemente, se tornou uma das artistas musicais mais reconhecidas do mundo.

## Análise da crítica
"Girl Gone Wild" recebeu críticas mistas de críticos de música. Keith Caulfied, da Billboard, considerou a música como "muito dance com os números com Madonna" e avaliou ainda que o refrão fez de "Girl Gone Wild" uma música memorável. Robbie Daw, do Idolator, disse que "Madge está fazendo o que ela faz de melhor: aumentando o calor na pista de dança", mas que "a música está repleta de clichês pop desgastados, mas verdadeiros". Jon Dolan, da Rolling Stone, classificou-o em três de cinco estrelas. Ele elogiou a cantora pela composição electro e Europop da faixa, descrevendo-a como "relaxante e enxágüe com água quente. É o som de uma mulher que chega à pista de dança para restaurar mais do que loucura". Haigh, da Attitude, acreditava que "Girl Gone Wild" deveria ter sido lançado como o primeiro single do MDNA. Ele sentiu que a faixa "grita" o trabalho de Madonna no início dos anos 90, e a elogiou por ser um "hino básico da noite", acrescentando "por que isso tem que ser algo considerado 'abaixo' de Madonna?" Em uma triagem de pré-lançamento do MDNA, Matthew Todd, da mesma revista, escreveu: "A produção pode parecer ter escutado um pouco de Rihanna, mas quem está dizendo. Madonna traz sua própria autoridade, criando o tipo de hino de música de festa que ela faz melhor, do tipo em que todos, da sua sobrinha de três anos à sua mãe de 60 anos, se acabam na pista de dança". O jornalista Bradley Stern da MTV News, sentiu que a composição era semelhante a seu single "Celebration" (2009).
Um escritor da Virgin Media deu à música quatro de cinco estrelas, escrevendo: "Parece um pouco familiar, sem mencionar inadequado em uma faixa com o nome de uma série de filmes pornográficos nos EUA, mas Benny Benassi então leva 'Girl Gone Wild' para uma fantástica e emocionante pista de dança ao estilo Kelis". Nick Levine, escrevendo para o The National, elogiou a composição dizendo que "fica melhor quanto mais (e mais alto) você coloca".  Michael Cragg, do The Guardian, sentiu que a música era "mais interessante musicalmente", especialmente a a partir dos oito segundos. "Um sinal de que estamos de volta ao território de Confessions on a Dance Floor, seguindo o relativo passo em falso de Hard Candy", concluiu Cragg. Laurence Green, da musicOMH, acreditava que, com seu aceno para Confessions on a Dance Floor e "Get Together", a música era comercial o suficiente para representar o som atual. Analisando o álbum MDNA, Neil McCormick, do The Daily Telegraph, elogiou a faixa, chamando-a de "eletromecânica, elegante e eletro-equilibradora, equilibrando os requisitos duplos de ganchos amigáveis ao rádio e pistas de dança". Aidin Vaziri, do San Francisco Chronicle, chamou de "insistente e elegante" mas esperava que Madonna tivesse encontrado referências líricas diferentes da música de Lauper. Matthew Parpetua de Pitchfork Media elogiou a produção dos Benassis, acrescentando que merecia "competir com cantores como Kesha, Britney Spears, e Katy Perry nas rádios pop". Senior do Sound on Sound ficou satisfeito com os sons de sintetizador e com o afastamento do "brilho" das faixas do Confessions on a Dance Floor, tornando-o mais "palatável".
Eric Henderson, da Slant Magazine, escreveu que "Girl Gone Wild" soa como uma " versão do meme de Tumblr" do single de 2006 da cantora, "Get Together". Ele acrescentou que o lançamento "pode não ser o ponto mais baixo da carreira de Madonna até agora, mas posso pensar em alguns momentos que parecem uma traição ao seu legado e a maneira como ela diz" é tão erótico "pouco antes cantar" esse sentimento pode ser 'derrotado'". Robert Copsey, da Digital Spy, sentiu que até agora, os créditos de produção para MDNA haviam alimentado as "expectativas exageradas" do single. Copsey descobriu que não era uma "visão do futuro" como as gravações anteriores de Madonna e citou a parte da letra que diz "garotas que só querem se divertir / Que as atiram como uma arma de fumar" como exemplo disso, embora ele tenha concluído suas críticas escrevendo "desafiamos qualquer pessoa que não esteja cantando isso para elas imediatamente depois". O jornalista do The New York Observer, Daniel D'Addario o comparou com "Music", mas acrescentou que "Madonna era doze anos mais nova na época e, portanto, talvez uma 'bad girl' mais convincente, também era nossa cultura ... talvez seja hora de ela tentar algo totalmente diferente?". Em outro artigo para The Guardian, Gareth Grundy proclamou "Girl Gone Wild" como um "pop desajeitado", enquanto Amanda Dobbins, do New York, a classificou como uma "faixa de dance com referência de pintura por números, 808 e Tanqueray, que ficam ainda mais lisos em comparação com o material de origem". Malone, da NME, não encontrou nenhuma inovação na faixa, escrevendo "combinado com o single anterior 'Give Me All Your Luvin', aponta para uma mistura desconfortável para o álbum MDNA". Margaret Wappler, do Los Angeles Times, sentiu que seria melhor relançar "Music" novamente como single, em vez de "Girl Gone Wild". Ela acrescentou que "há algo muito atraente em uma música tão militarista e precisa, mas nas mãos capazes de Madge também é sufocantemente profissional".
Brad O'Mancey, do Popjustice, acreditava que a música falhou como um "abridor de disco", mas soa "um pouco melhor" depois que alguém terminou de ouvir o álbum inteiro. O jornalista do Chicago Tribune, Greg Kot acreditava que, diferentemente das imagens católicas dos anos 80 de Madonna, "Girl Gone Wild" não se aventura em um novo território com seu som. Bernard Zuel, doThe Sydney Morning Herald, achou a música "risível", chamando-a de "bocejando uma garota católica no cio". Em outra resenha ao álbum pela BBC News, Levine chamou de "bomba sem charme". Alex Macpherson da revista Fact percorreu a faixa, dizendo que "o canto sem vida em ['Girl Gone Wild'] soa como se uma faixa-guia fosse mantida por engano na música final, e sem dúvida marca a pior performance vocal que Madonna já se comprometeu a gravar". Robert Leedham, do site Drowned in Sound, sentiu que a música não representava o som do álbum, por isso falhou em promovê-lo como single. Jon Pareles, do The New York Times, chamou de "alimento raso e eficaz para boates", descrevendo-o como contendo "sintetizadores de salto estéreo e título genérico". Essa opinião foi compartilhada por Emily Mackay, do The Quietus, que achou que a música teria sido melhor para outro artista e estava abaixo do nível de Madonna. Jude Rogers, do The Guardian, escreveu que "as varreduras de filtro usadas brilhantemente em Confessions on a Dancefloor não brilham aqui", chamando-a de "bobo medíocre com um título terrível"; no entanto, ela colocou a música no número 73 em seu ranking dos melhores singles de Madonna, em homenagem aos seus 60 anos.

## Videoclipe

### Antecedentes e desenvolvimento

Capturas em ecrã do videoclipe de "Girl Gone Wild". Imagem em preto e branco de Madonna usando vestido preto apertado, dançando de salto alto. Atrás dela, um grupo de homens nus imitam os movimentos, usando sapatos semelhantes de salto alto

Durante sua entrevista com Ryan Seacrest, Madonna confirmou que um videoclipe de "Girl Gone Wild" seria filmado durante a semana de 17 de fevereiro de 2012. Oseary confirmou através do Twitter que Mert e Marcus foram alistados como diretores de vídeo. A cantora também recrutou o grupo de dança ucraniano Kazaky para aparecer com ela no vídeo. Madonna se inspirou no retrato andrógino do grupo, já que eles dançavam de salto alto, mas pareciam masculinos com corpos musculosos. Segundo Mark Johansen do International Business Times, o grupo alcançou popularidade em 2010 por suas "batidas techno, roupas minúsculas, estiletes altíssimos" e "vídeos altamente estilizados". Tabitha, a coreógrafa do vídeo, lembrou que, como Madonna era dançarina profissional, ela adicionou elementos de seus próprias movimentos características na coreografia. "Madonna é uma impulsionadora, então definitivamente houve momentos que não foram coreografados e ela estava sendo crua", acrescentou Tabitha.
Madonna também alistou modelos masculinos Brad Alphonso, Jon Kortajarena, Rob Evans, Sean O'Pry e Simon Nessman. No vídeo, Madonna exibia um sutiã desenhado pelo Agent Provocateur. Os estiletes da cantora, feitos sob medida pela designer de calçados Paola Bay, consistiam em seda preta bordada com linhas de prata. "Ela queria que eles o mais alto possível e poder dançar com eles", afirmou Bay. "Fizemos três ajustes para garantir que eles fossem como uma segunda pele". Arianne Phillips, estilista do vídeo, lembrou que ela precisava criar estiletes de salto alto feitos sob medida para o Kazaky, devido à indisponibilidade de sapatos em seu tamanho. Artur Gaspar, da banda, lembrou que "No final do dia no set, nossos pés estavam sangrando e tínhamos bolhas ... Mas se Madonna pode repetir a dança pela 50ª vez, por que não podemos?". Phillips explicou que eles criaram três looks diferentes para Madonna no vídeo. O primeiro foi chamado de look "super megera", pelo qual ela criou tops curtos que poderiam ser usados como sutiã. O cabeleireiro Andy Lecompte queria ir para o estilo dos anos 1960 com ele. O segundo visual retratado foi chamado de "rockstar", pelo qual o designer Michael Smith criou camisetas com malha de metal, enquanto Lecompte cortou o cabelo da cantora, para que ela se parecesse com seu visual precoce. O visual final foi chamado de "bomba de platina" e foi inspirado por Marilyn Monroe.

### Lançamento e sinopse
Um vídeo teaser de 30 segundos foi lançado em 9 de março de 2012. O vídeo completo estreou no E! News em 20 de março de 2012 e tornaram-se disponíveis em seu website logo depois. Filmado completamente em preto e branco, o videoclipe é polar oposto ao videoclipe colorido sobre futebol do single anterior 'Give Me All Your Luvin'". Em vez de ter um enredo, o vídeo é uma variedade de imagens referentes aos primeiros trabalhos da cantora.
O vídeo começa com Madonna no visual "bomba de platina", proferindo as orações de abertura da música. Quando a música começa, ela é mostrada nos outros looks, fazendo poses de ioga, enquanto as cenas interceptadoras mostram os modelos masculinos em poses provocantes. Outras cenas mostram Madonna dançando contra uma parede, fumando um cigarro e amarrada a uma corrente. Kazaky aparece durante o primeiro refrão e executa uma coreografia de dança nos calcanhares. Enquanto Madonna canta o segundo verso, ela está cercada pelos modelos masculinos, que estão quase nus. A cantora se junta a Kazaky durante o refrão, imitando a coreografia com eles. Intercaladas são cenas de Madonna brincando com uma máquina de fumaça subindo fumaça.
Durante o intervalo intermediário, um dos modelos masculinos é mostrado nu e usando uma coroa de espinhos na cabeça, enquanto Madonna é acariciada pelos outros. A sequência final do vídeo mostra a cantora dançando energicamente com Kazaky, com a máquina de fumaça e os modelos masculinos que se esfregam. "Girl Gone Wild" termina com Madonna deixando cair a máquina de nevoeiro e uma cena final mostrando o rosto da cantora com lágrimas negras escorrendo dos olhos.

### Análise e recepção
John Mitchell, da MTV News, observou cinco influências principais do passado de Madonna por trás do vídeo. Ele explicou que as referências do videoclipe da cantora para a música "Erotica", de 1992, estão presentes com o visual "bomba de platina" de Madonna, bem como cenas de roupas íntimas de couro usando homens sadomasoquista. A coreografia tinha referências diretas ao videoclipe de "Vogue" (1990), e o erotismo gay também foi exibido em ambos. Para Mitchell, o vídeo de "Human Nature" (1995) é referenciado com as roupas e partes de látex de Madonna mostrando a cantora contra um fundo branco. O vídeo "Justify My Love" (1990) teve cenas de orgianele, semelhante às cenas de Madonna sendo acariciada por seus dançarinos em "Girl Gone Wild", no final. Mitchell concluiu dizendo que a coroa de espinhos referenciava diretamente a iconografia religiosa no vídeo "Like a Prayer" (1989) da cantora.
|                                                                                              |  |  |
| Os modelos Simon Nessman (à esquerda) e Jon Kortajarena (à direita) apareceram no videoclipe |  |  |

Em outro artigo, Jocelyn Vena, da MTV News, achou que o vídeo era "a homenagem perfeita" ao livro Sex da cantora e seus dias de Erotica (1992), descrevendo-o como "crocante, sexy e ousado". X. Alexander, do Idolator, comparou o conceito do vídeo, juntamente com suas cenas de homoerotismo, aos seus videoclipes de 1990 para "Vogue" e "Justify My Love". Sophie A. Schillaci, do The Hollywood Reporter, observou referências ao videoclipe de "Like a Prayer" (1989). A colaboradora do E!, Nathalie Finn, comentou: "Madonna não precisa de uma música para nos dizer que está pronta para dançar a noite toda — apenas um olhar para ela e você imagina que ela poderia durar mais que a festa comum em qualquer circunstância". Ela acrescentou que as referências ao seu antigo trabalho, bem como aos homens seminus, indicavam que "não são apenas as meninas que querem se divertir".
Ethan Sack, do New York Daily News, disse que "é uma brincadeira sobre quem fica melhor em calças justas e sapatos de salto alto, a Material Girl de 53 anos ou o grupo de dançarinos sem camisa que giram em torno dela". Lanford Beard, da Entertainment Weekly, elogiou o vídeo dizendo que "mostra Madonna com a melhor aparência que ela tem desde o vídeo de 2005 de 'Hung Up'". É claro que há as contorções necessárias, o desgaste dos quadris, uma sequência de dança empolgante e uma lareira em chamas. É, em uma palavra, impressionante". Melinda Newman do HitFix elogiou a direção de Mert e Marcus, sentindo que "o clipe é uma coleção deliciosa de imagens eróticas: dois homens mordendo uma maçã juntos, homens com luz de fundo dançando de salto alto e Madge, parecendo que ela parecendo que ela tem 25 anos de idade". Uma crítica da The Week elogiou o vídeo por ser auto-referencial com seus visuais "sombrios, dominatrix-y". Amanda Dobbins, da revista New York, fez uma crítica positiva pelo aparecimento do visual de Kazaky e Madonna no vídeo. Caryn Ganz, da Spin, percebeu que, junto com seus vídeos antigos, Madonna também referenciava seus lançamentos contemporâneos, como os vídeos de "Give It 2 Me" (2008) e "Celebration", com as cenas mostrando sua dança "incrível" sozinha.
O vídeo foi escolhido pelos fãs, em uma pesquisa da Billboard como os melhores vídeos de Madonna, como seu sexto melhor trabalho de todos os tempos, em homenagem ao seu aniversário de 54 anos. No International Dance Music Awards de 2013, o vídeo foi indicado nas categorias de Melhor Videoclipe Dance e Melhor Videoclipe de Música Pop, mas não conseguiu vencer nenhum deles. Pouco depois do lançamento de "Girl Gone Wild" no YouTube em 21 de março de 2012, o vídeo foi classificado por muitos espectadores como impróprio. Isso fez com que o YouTube definisse uma restrição de idade, permitindo apenas que os maiores de 18 anos vissem o vídeo. Segundo o site, o vídeo foi rotulado explícito por causa das cenas "atrevidas" e "orgias", impedindo que ele fosse carregado na conta Vevo da cantora. O YouTube também pediu ao representante de Madonna que enviasse uma versão com classificação mais PG. Madonna mais tarde comentou: ""O que há de errado ... que moagem? Eu deveria ser uma 'garota louca' no vídeo, como posso ficar louca e não me incomodar? Essa é a pergunta que as pessoas devem se perguntar.." Durante sua entrevista com Jimmy Fallon no Facebook, Madonna confessou brincando que, se fosse presidente, "jamais haveria restrições em nenhum dos meus vídeos". Jane Martinson, do The Guardian, expressou seu desapontamento com a proibição, pois sentiu que havia muito mais conteúdo provocativo no YouTube do que o vídeo de Madonna. Martinson também observou que a semi-nudez em questão veio dos homens apresentados no clipe, e sentiu que Madonna havia transformado o conceito de Francis de garotas enlouquecendo, para "[garotas que] também podem ser as que estão sob controle. Eu assisti o vídeo pronto para criticá-la e saí pensando, depois de 30 anos Madonna ainda pode mostrar Rihanna como sexo e música podem subverter as expectativas."

## Controvérsia

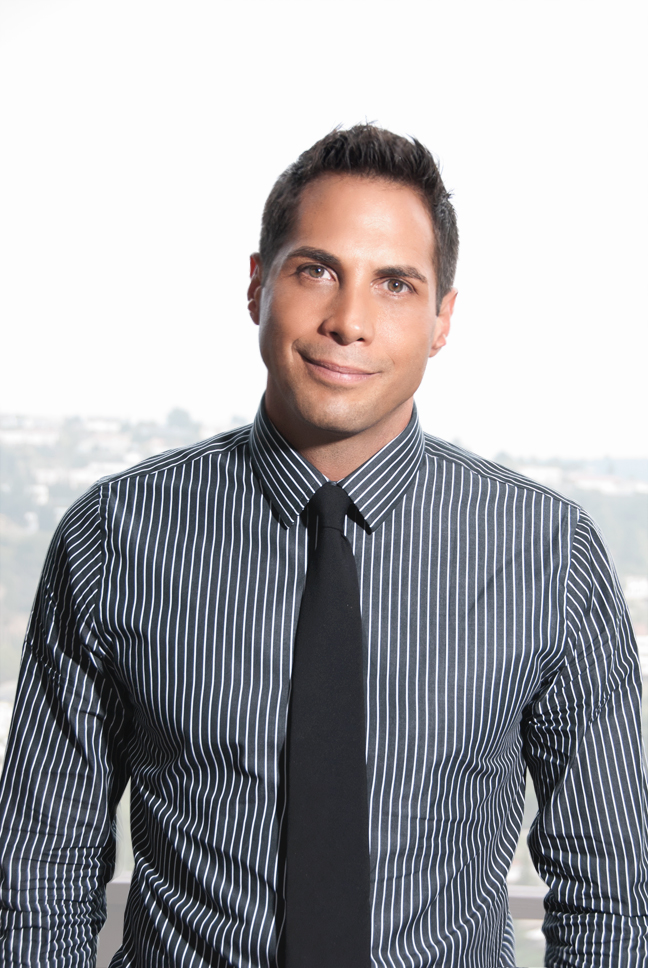
Joe Francis, o criador do franchise Girls Gone Wild, ameaçou processar a cantora por violação de direitos de autor.

A 4 de Fevereiro de 2012, houve uma polémica em torno do título da canção, que foi inicialmente conhecida como "Girls Gone Wild". Joe Francis, criador da franquia com o mesmo nome, ameaçou processar Madonna caso interpretasse a música durante sua apresentação no Super Bowl XLVI. Os créditos da música, aparentemente, "violavam as leis de marcas comerciais do Estado, fazendo uso não autorizado da gama de Mr. Francis, não só no título, mas também na linha de assunto dos seus vários anúncios, a fim de atrair potenciais consumidores para comprar o seu mais recente esforço musical". Contudo, foi anunciado pela NFL que a obra não seria cantada no evento. Patrick Moxey, no entanto, comentou que Francis só queria a atenção da imprensa, afirmando: "Quando olhei para a ASCAP, notei que havia cerca de 50 registos intitulados 'Girls Gone Wild'. Ele pensa muito de si mesmo". No final, o título da faixa foi ligeiramente modificado para o singular "Girl Gone Wild". Francis comentou que era "evidente que a editora estava a tentar evitar uma acção jurídica em torno do tema... Mas a violação ainda persiste [no novo título], tanto quanto a lei que está em causa, e temos estado em conversação com o pessoal de Madonna, num esforço para resolver esta questão". Joe continua a afirmar que vai prosseguir com um novo processo legal, se mais mudanças não forem feitas, pois o seu advogado insiste que também existe um registo para a forma singular do título. O agente da artista negou mais tarde a alteração do nome por causa de Francis, dizendo que "fomos aprimorando o álbum durante semanas, e decidiu fazer a palavra "Girl" no singular, porque é assim que Madonna canta na música".

## Performance ao vivo
A primeira apresentação de Madonna de "Girl Gone Wild" foi na The MDNA Tour (2012) como faixa de abertura do show. A performance foi coreografada por Jason Young e Alison Faulk, juntamente com a dançarina Derrell Bullock, que ajudou como supervisora. Segundo Faulk, Madonna pediu a Bullock para experimentar o conceito de "garota enlouquecida" e criar uma rotina e um estilo próprio. Ele queria encontrar uma história com a dança e apresentou seus movimentos a Madonna no dia seguinte. A cantora também queria experimentar o conceito de igreja católica, juntamente com monges e gárgulas. Sua mensagem por trás disso era a da liberdade, "as pessoas fazendo o que queriam". Young lembrou que eles poderiam "criar essas formas abstratas e muito animalescas. O que eles podem fazer com os braços é inacreditável. Qualquer coisa que a maioria das pessoas possa fazer na frente de seus corpos, o fará atrás de seus corpos". A dança exigia que os garotos se vestissem como Kazaky no videoclipe. A maioria deles se recusou a cumpri-lo, resultando em Madonna dando a eles a opção de calçar os sapatos e dançar ou sair do show. Os dançarinos obedeceram e aprenderam a coreografia.

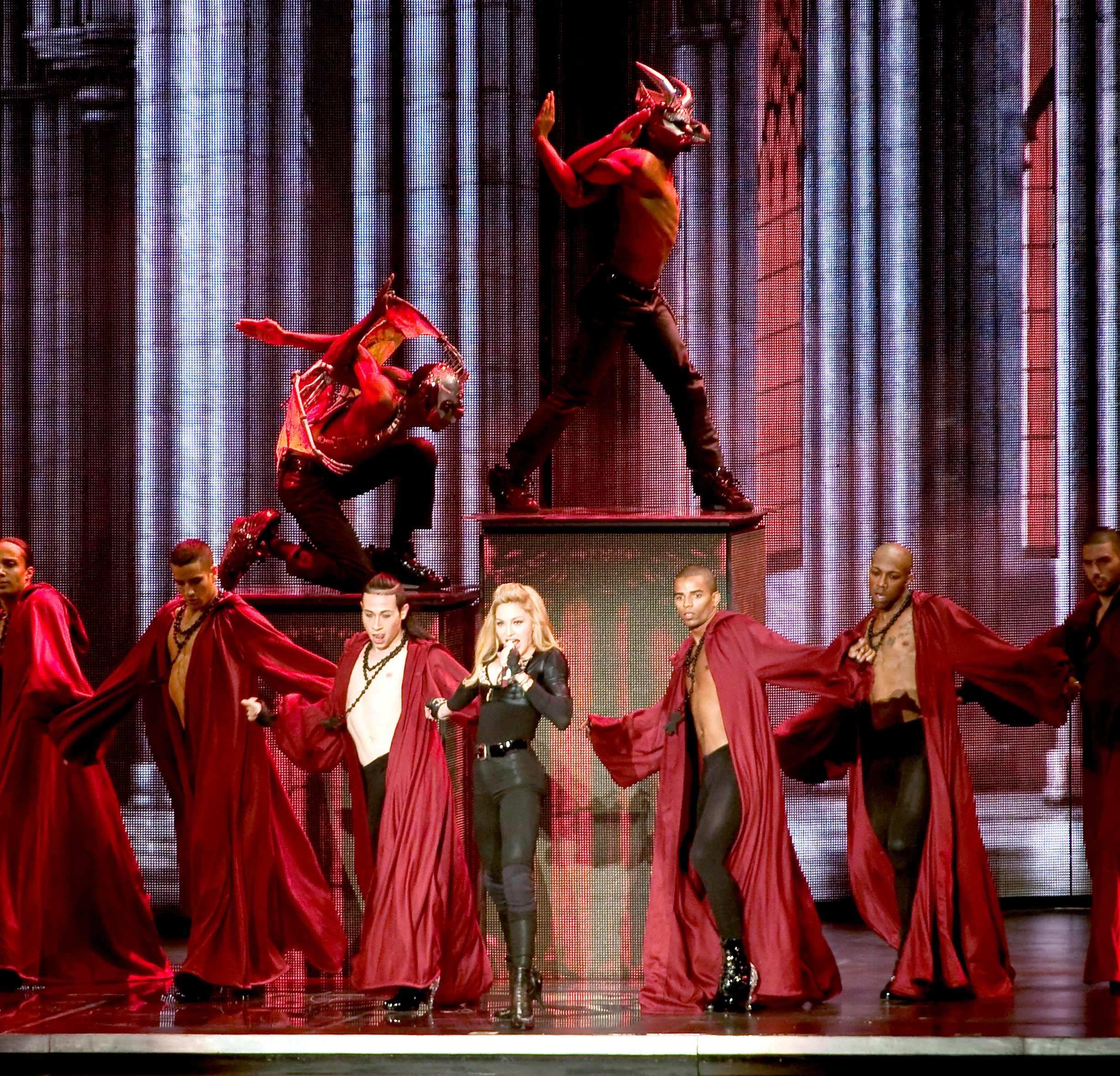
Madonna e seus dançarinos, vestidos como monges, começam a The MDNA Tour com a performance de "Girl Gone Wild". Atrás dela estão os contorcionistas nos blocos móveis, retratando gárgulas.

O show começou com um cenário de catedral gótica, desenvolvido pela Tait Towers, uma empresa de gerenciamento de produção. Eles usaram telas de vídeo ScreenWorks de 10mm com um sistema de resfriamento ativo integrado projetado para dissipar o calor capturado dos painéis de LED. As telas principais podiam se mover para cima e para baixo, criando assim uma configuração e etapas de catedral em movimento. No palco, vários dançarinos vestindo roupas de monges budistas e cristãos balançavam um gigantesco turbilhão de um lado para outro, enquanto queimava incenso e parecia limpar o local. O Kalakan apareceu então vestido com roupas religiosas com enormes vestidos de cabeça, cantando trechos de "Lekhah Dodi", enquanto as telas de fundo mostravam uma enorme cruz com as letras MDNA. Os cânticos religiosos acabam se transformando em cantos com o nome de Madonna, enquanto as duas telas principais se abrem para revelar um confessionário gigante, coberto por um tecido forte na parte da frente. Madonna estava presente dentro de joelhos e orando, enquanto o confessionário foi reduzido para a fase com monólogo abertura da música de fundo. A cantora estava enfeitada de ouro com um véu preto, uma camisa preta justa com um sutiã estampado de oncinha, espreitando por cima, braceletes de couro, jeans pretos justos e salto alto preto chuteiras. Madonna fingiu quebrar e romper a janela de vidro do confessionário com um grande rifle e começou a tocar a música acompanhada por uma trupe de dançarinos sem camisa, de salto alto, fazendo uma coreografia semelhante ao videoclipe da música. A música foi arranjada para incluir elementos musicais de "Material Girl" (1985) e "Give It 2 Me" (2008). Blocos móveis e dançarinos contorcionistas vestidos de gárgulas também estavam presentes na performance. "Girl Gone Wild" terminou com Madonna pegando outro rifle e fingindo atirar na multidão, dando lugar à segunda apresentação do show, "Revolver". A performance da música nos shows de 19 a 20 de novembro de 2012 em Miami, na American Airlines Arena, foi gravada e lançada no quarto álbum ao vivo de Madonna, MDNA World Tour.
Shawn Kellner, da Chicago Music Magazine, elogiou os figurinos e a dança, enquanto Jodi Duckett, do The Morning Call, sentiu que os "personagens que se pareciam com monges tibetanos, [...] o toque de sinos e Madonna chegando em uma gaiola dourada" fizeram o desempenho parece "muito parecido com o Código Da Vinci". Kitty Empire, do The Guardian, recebeu negativamente o uso de armas, dizendo que o filho de Madonna, Rocco, ficaria "perfeitamente chateado com a perspectiva de a ex-sra. Ritchie ter saído de uma cabine confessional com uma metralhadora, como ela faz no primeiro set". Barry Walters, do MuuMuse, chamou a sequência de abertura como "maníaca" e a chamou de sequência de "soco poderoso" junto com "Revolver". Barbara Vandenburgh, da The Arizona Republic, chamou a performance de "estridente". Shirley Halperin, do The Hollywood Reporter, ficou confusa ao saber que a iconografia religiosa retratada durante a apresentação estava ligada ao tema da música de uma "garota enlouquecida".. O editor do San Jose Mercury News, Jim Harrington, chamou a seleção de "Girl Gone Wild" como "comum". Jim Farber, do New York Daily News descreveu o desempenho como a transição de uma garota enlouquecida reprimida para "garota enlouquecida" com as representações de violência subsequentes. Ben Crandell, do jornal Sun-Sentinel da Flórida, observou que Madonna virou a introdução "solene" de um número de dança com "Girl Gone Wild". Segundo ela, a performance retratou Madonna como "um brinquedo sexual elegante, poderoso, mas vulnerável", que se tornou "um tema permanente para a noite".

## Lista de faixas e formatos
- CD simples / disco de vinil de imagem[93]

1. "Girl Gone Wild" (Versão do Álbum) – 3:43
2. "Girl Gone Wild" (Justin Cognito Extended Remix) – 4:48

- Remix do CD Maxi-Single / iTunes Digital[94]

1. "Girl Gone Wild" (Madonna vs Avicii – Avicii's UMF Mix) – 5:16
2. "Girl Gone Wild" (Dave Audé Remix) – 8:05
3. "Girl Gone Wild" (Justin Cognito Remix) – 4:48
4. "Girl Gone Wild" (Kim Fai Remix) – 6:33
5. "Girl Gone Wild" (Lucky Date Remix) – 5:06
6. "Girl Gone Wild" (Offer Nissim Remix) – 6:49
7. "Girl Gone Wild" (Dada Life Remix) – 5:15
8. "Girl Gone Wild" (Rebirth Remix) – 6:49

## Créditos e equipe
Créditos adaptados das notas do álbum MDNA.

### Equipe
- Madonna – vocal, produtora, compositora
- Jenson Vaughan – compositora
- Alessandro "Alle" Benassi – compositor, produtor
- Marco "Benny" Benassi – compositor, produtor
- Demacio "Demo" Castellon – gravação, mixagem para The Demolition Crew
- Philippe Weiss – gravação
- Graham Archer – gravação
- Angie Teo – gravação
- Stephen "The Koz" Kozmeniuk – edição, vocoder para The Demolition Crew
- Mert and Marcus – fotografia da capa

## Desempenho comercial
"Girl Gone Wild" estreou no número seis na Bubbling Under Hot 100 Singles da Billboard e no número 33 nas paradas da Pop Digital Songs na edição de 17 de março de 2012, com 22.000 downloads vendidos de acordo com a Nielsen SoundScan. A música estreou no número 86 no Canadian Hot 100, chegando a 42 na tabela e esteve presente por um total de nove semanas. "Girl Gone Wild" também estreou no número 46 no Hot Dance Club Songs, chegando finalmente ao topo da tabela. Foi a segunda liderança na tabela do Dance Club Songs do MDNA, após o primeiro single, "Give Me All Your Luvin'", que chegou ao número um três semanas atrás. Madonna também teve seu número mais rápido de números consecutivos desde 1990, quando "Vogue" alcançou o topo das tabelas apenas sete semanas após "Keep It Together". Com "Girl Gone Wild" chegando ao topo, Madonna alcançou um recorde de 73 semanas no topo do ranking. Na tabela do final do ano de 2012 das principais músicas do Hot Dance Club, "Girl Gone Wild" foi classificada no número 44. A música estreou no número 38 na parada do Pop Songs dos Estados Unidos entre as 40 principais devido à reprodução de rádio, se tornando seu primeiro álbum desde Music (2000) no qual dois singles entrearam nessa tabela. Ela também é a quinta artista a marcar uma música na lista já nos anos 90.
Após o lançamento do CD no Reino Unido, "Girl Gone Wild" vendeu 1,221 cópias do CD single e 699 cópias do single de vinil, entrando assim na tabela de vendas de CD no número dois. No entanto, no geral, vendeu apenas 3,557 cópias e entrou no UK Singles Chart no número 73. Foi o terceiro single do MDNA a figurar lá, seguindo "Give Me All Your Luvin'" e "Masterpiece". Também teve um pico baixo na Irlanda, entrando e chegando ao número 93. Na Coreia do Sul, "Girl Gone Wild" estreou e alcançou o número sete na Gaon Digital Chart, com vendas de 30.512 cópias. Ele passou a vender 54,198 cópias no país. "Girl Gone Wild" também alcançou o top dez das paradas na África do Sul, Espanha, Grécia, Hungria, Itália, Rússia, e as paradas da IFPI na Eslováquia. Ele recebeu uma certificação de platina da Federazione Industria Musicale Italiana (FIMI) pelos mais de mais de 30,000 downloads digitais comprados legalmente.

### Tabelas semanais
| Tabela musical (2012)                           | Melhor posição |
| ----------------------------------------------- | -------------- |
| África do Sul (EMA)                             | 6              |
| Austrália (ARIA Charts)                         | 93             |
| Áustria (Ö3 Austria Top 40)                     | 63             |
| Bélgica (Ultratop 50 de Flandres)               | 25             |
| Bélgica (Ultratop 40 da Valônia)                | 28             |
| Brasil (Brazil Hot 100 Airplay)                 | 83             |
| Canadá (Canadian Hot 100)                       | 42             |
| Coreia do Sul (Gaon)                            | 7              |
| Eslováquia (IFPI Slovenská Republika)           | 10             |
| Espanha (PROMUSICAE)                            | 7              |
| Estados Unidos (Bubbling Under Hot 100 Singles) | 6              |
| Estados Unidos (Dance Club Songs)               | 1              |
| Estados Unidos (Pop Songs)                      | 38             |
| Finlândia (IFPI Finlândia)                      | 13             |
| França (SNEP)                                   | 13             |
| Grécia (Digital Songs)                          | 5              |
| Hungria (Single Top 40)                         | 4              |
| Israel (Media Forest)                           | 8              |
| Irlanda (IRMA)                                  | 93             |
| Itália (FIMI)                                   | 4              |
| Japão (Japan Hot 100)                           | 17             |
| México (Mexico Airplay)                         | 44             |
| Países Baixos (Single Top 100)                  | 66             |
| Polônia (Dance Top 50)                          | 12             |
| República Checa (IFPI Česká Republika)          | 85             |
| Rússia (Digital Chart)                          | 5              |
| Rússia (Tophit)                                 | 58             |
| Suécia (Sverigetopplistan)                      | 38             |
| Suíça (Schweizer Hitparade)                     | 29             |

| Tabela musical (2012)                 | Posição |
| ------------------------------------- | ------- |
| Bélgica (Ultratop 50 de Flanders)     | 55      |
| Bélgica (Ultratop 40 da Valônia)      | 39      |
| Estados Unidos (Hot Dance Club Songs) | 44      |
| França (SNEP)                         | 129     |
| Húngria (Rádiós Top 40)               | 53      |
| Polônia (Singles Top 50)              | 46      |
| Ucrânia (Tophit)                      | 181     |

| Região                                  | Certificação | Vendas  |
| --------------------------------------- | ------------ | ------- |
| Itália (FIMI)                           | Platina      | 30,000* |
| *vendas baseadas apenas na certificação |              |         |

## Histórico de lançamento
| País           | Data                   | Formato                |
| -------------- | ---------------------- | ---------------------- |
| Canadá         | 2 de fevereiro de 2012 | download digital       |
| México         | 2 de fevereiro de 2012 | download digital       |
| Estados Unidos | 2 de fevereiro de 2012 | download digital       |
| Austrália      | 19 de março de 2012    | download digital       |
| Alemanha       | 19 de março de 2012    | download digital       |
| Itália         | 19 de março de 2012    | download digital       |
| Espanha        | 19 de março de 2012    | download digital       |
| Japão          | 19 de março de 2012    | download digital       |
| Nova Zelândia  | 19 de março de 2012    | download digital       |
| Argentina      | 19 de março de 2012    | download digital       |
| Brasil         | 19 de março de 2012    | download digital       |
| El Salvador    | 19 de março de 2012    | download digital       |
| Itália         | 23 de março de 2012    | Contemporary hit radio |
| Estados Unidos | 27 de março de 2012    | Contemporary hit radio |
| Polônia        | 17 de abril de 2012    | CD single              |
| Polônia        | 24 de abril de 2012    | vinil                  |
| França         | 23 de abril de 2012    | CD single              |
| Alemanha       | 4 de maio de 2012      | CD single              |
| Reino Unido    | 14 de maio de 2012     | CD single              |